# New City (Nova York)
New City és una concentració de població designada pel cens dels Estats Units a l'estat de Nova York. Segons el cens del 2000 tenia 34.038 habitants.

## Demografia
Segons el cens del 2000, New City tenia 34.038 habitants, 11.030 habitatges, i 9.496 famílies. La densitat de població era de 842,4 habitants per km².
Dels 11.030 habitatges en un 40,2% hi vivien nens de menys de 18 anys, en un 76,1% hi vivien parelles casades, en un 7,5% dones solteres, i en un 13,9% no eren unitats familiars. En l'11,7% dels habitatges hi vivien persones soles el 5,2% de les quals corresponia a persones de 65 anys o més que vivien soles. El nombre mitjà de persones vivint en cada habitatge era de 3,02 i el nombre mitjà de persones que vivien en cada família era de 3,27.
Per edats la població es repartia de la següent manera: un 25,7% tenia menys de 18 anys, un 6,1% entre 18 i 24, un 26,3% entre 25 i 44, un 30,1% de 45 a 60 i un 11,9% 65 anys o més.
L'edat mediana era de 40 anys. Per cada 100 dones de 18 o més anys hi havia 92,5 homes.
La renda mediana per habitatge era de 92.261 $ i la renda mediana per família de 99.761 $. Els homes tenien una renda mediana de 62.234 $ mentre que les dones 43.028 $. La renda per capita de la població era de 37.519 $. Entorn de l'1,7% de les famílies i el 2,8% de la població estaven per davall del llindar de pobresa.